# 3진법 컴퓨터
3진법 컴퓨터는 3진 논리를 사용한 컴퓨터이다. 일반적으로 균형 3진법을 사용한다. 균형 3진법을 쓰면 부호 전환이 간단해지는 장점이 있다.
같은 크기의 소자를 사용해 3진법 컴퓨터를 만들 수 있다면 2진법 컴퓨터보다 실용적이지만 현재는 3진법 논리 회로를 실제로 제작하는 비용이 비싸서 실용화가 되지 못하였다. 광 컴퓨터 및 조셉슨 소자 등 삼진 논리를 적용하기 쉬운 하드웨어가 발전하면 3진 컴퓨터가 대중화될 가능성이 있다. 

## 3진법 반도체의 개발
울산과학기술원(UNIST) 김경록 연구팀에 의해 2019년 7월 15일 네이쳐지에 초절전 3진법 반도체 기술을 대면적 웨이퍼에 구현하는 기술이 기고되었다. 이 기술의 경우, 전류가 꺼지거나(0) 또는 켜진 상태(1)에서만 정보처리가 가능했다면, 이제는 정보처리가 불가능한 상태인 '누설전류(2)' 상태에서도 정보처리가 가능해진다는 것이다. 이 기술은 기존 이진법 방식보다 계산 속도가 1,000배 이상 빠르고 소비전력도 적어 반도체 칩을 보다 작게 만들 수 있다는 장점이 존재한다. 이번 연구는 삼성전자가 지원하고 있는 삼성미래기술육성센터 사업의 결과이며, 삼성전자는 2017년부터 김경록 교수팀 연구를 지원하면서 파운드리 사업부 팹에서도 상용화할 수 있도록 기술을 검증하고 있다.

## 같이 보기
- 세툰
- 테르낙
- 말레볼제